# Ilińsk
Ilińsk (inna nazwa: Jelonek) – jezioro przepływowe o powierzchni 235,4 ha, w województwie warmińsko-mazurskim, w powiecie ostródzkim, w gminie Miłomłyn. Przedzielone jest nasypem nieczynnej obecnie trasy kolejowej (Ostróda - Morąg). Nad jego zachodnim brzegiem położona jest osada Majdany Małe, a nad południowym – miasto Miłomłyn (dzielnica Iląg).  
Jezioro jest położone na trasie Kanału Elbląskiego; połączone jest z jeziorem Ruda Woda kanałem żeglugowym o długości ok. 2 km.